# Pimelea pendens
Pimelea pendens är en tibastväxtart som beskrevs av B.L. Rye. Pimelea pendens ingår i släktet Pimelea och familjen tibastväxter. Inga underarter finns listade i Catalogue of Life.